# Polyscias sambucifolia
Polyscias sambucifolia là một loài thực vật có hoa trong Họ Cuồng cuồng. Loài này được (Sieber ex DC.) Harms miêu tả khoa học đầu tiên năm 1894.